# Духова, Алла Владимировна
А́лла Влади́мировна Ду́хова (род. 29 ноября 1966, Коса, Пермская область) — советский и российский хореограф, основательница и художественный руководитель международного балета «Тодес».

## Биография
Родилась 29 ноября 1966 года в селе Коса Коми-Пермяцкого автономного округа в семье учителей Галины Владимировны и Владимира Соломоновича Духовых. Через год семья переехала в Ригу, где жили дедушка и бабушка по линии отца. Отец устроился работать на Рижском заводе мопедов, мама стала домохозяйкой.
Первая встреча с хореографией состоялась в музыкальной школе, где часами наблюдала за движениями в танцевальном классе, а дома перед зеркалом повторяла всё что запомнила. С 11 лет занималась в ансамбле народного танца «Ивушка» (художественный руководитель и преподаватель — Валентина Лайзане), где также работали Юрий Шуркин, пришедший в коллектив из государственного ансамбля народного танца Белоруссии, и Эдуард Дубовицкий из Рижского хореографического училища.
 После окончания школы была непродолжительная карьера танцовщицы в цирке, завершившаяся травмой лодыжки и почти годом восстановления.
Начав преподавать танец в пионерском лагере, была приглашена в один из рижских дворцов культуры. Там в 16 лет собрала свой первый коллектив современной хореографии «Эксперимент», в который вошли исключительно девушки. Основу постановок составлял джаз-модерн. На одном из фестивалей в Паланге девушки из «Эксперимента» познакомились с парнями-брейкерами из Ленинграда, носившими название «Тодес». С подачи директора концертного зала «Октябрьский», где в марте 1987 года оба коллектива выступили на одной сцене, родилось название — балет «Тодес», а Духова была коллегиально выбрана художественным руководителем.
Выступила хореографом спектакля «Саломея» в Театре Романа Виктюка, премьера состоялась в апреле 1998 года.
В 1998 году открыла первую школу-студию балета в Москве, а в апреле 2014 года — постоянно действующий Театр танца Аллы Духовой TODES, где является автором сценариев, режиссёром, балетмейстером и продюсером.

## Семья
Была замужем, двое детей от разных браков:
- Сын — Владимир (род. 1995)
- Внучка — София (род. 2014)
- Сын — Константин (род. 2002)[1]
- Младшая сестра — Дина, участница первого состава Todes, ныне директор студии Todes в Риге[3].

## Взгляды
Является публичной сторонницей Владимира Путина, заявила что «альтернативы ему в России нет».

## Санкции
18 марта 2022 года приняла участие в митинге-концерте в честь годовщины аннексии Крыма в «Лужниках».
7 января 2023 года, на фоне вторжения России на Украину, попала в санкционный список Украины так как она «сыграла важную роль в российской пропаганде». Как участница митинга в Лужниках, находится в «списке Путина», составленным «Форумом свободной России». Сама Духова публично не комментировала своё присутствие в этих списках.